# Звеняцкий, Ефим Самуилович
Ефи́м Самуи́лович Звеня́цкий (род. 25 октября 1947, Амурзет, Еврейская АО) — художественный руководитель Приморского краевого академического театра имени М. Горького, театральный режиссёр, Народный артист Российской Федерации (2003), Почётный гражданин Владивостока (2020).

## Биография
Родился 25 октября 1947 года в селе Амурзет Еврейской автономной области, РСФСР. Отец, Самуил Григорьевич, работал трактористом, мать, Фаина Ароновна, — воспитательницей детского сада, затем билетёром Дома культуры.
В 1969 году закончил во Владивостоке театральный факультет Дальневосточного педагогического института искусств (ныне ДВГИИ) по специальности «актёр драматического театра и кино» и был принят в труппу Приморского краевого драматического театра имени М. Горького. В 1979 году окончил Высшие режиссёрские курсы при ГИТИСе по специальности «режиссёр-постановщик» под руководством Народного артиста РСФСР Н. И. Басина.
После курсов свою режиссёрскую карьеру начал в драматическом театре Комсомольска-на-Амуре.
В 1984 году стал главным режиссёром Приморского краевого драматического театра имени М. Горького, сменив на этом посту Народного артиста РСФСР Е. Д. Табачникова.
Ефим Самуилович Звеняцкий является доцентом Дальневосточной государственной академии искусств, председателем Приморского фонда культуры, членом Союза театральных деятелей.
Звеняцкий первым во Владивостоке ввёл в репертуар академического театра мюзиклы (наиболее известный — «Биндюжник и король» А. Журбина, также «Оливер Твист» Л. Барта, «My Fair Lady» Ф. Лоу, «Тётка Чарлея» Б. Томаса), кроме того, в репертуаре театра с 1990-х годов неизменно ночная музыкально-развлекательная программа «Шоу Ефима Звеняцкого». Под руководством Звеняцкого театр впервые осуществил гастрольные поездки за рубеж СССР (Чехословакия, 1989 год, также многочисленные поездки в США, Японию).
После открытия в 2013 году во Владивостоке Приморского театра оперы и балета является также режиссёром-постановщиком оперных спектаклей.
На протяжении ряда лет являлся депутатом Законодательного собрания Приморского края (комитет по социальной политике и защите прав граждан). В 2022 году избран депутатом Думы города Владивостока.
Является генеральным директором Международного кинофестиваля «Меридианы Тихого».

## Семья
- Старшая дочь Е. Звеняцкого — Инна Звеняцкая (род. 1977) — солистка музыкального театра «Геликон-опера» под руководством Дмитрия Бертмана, солистка Центра оперного пения Галины Вишневской (драматическое сопрано), Москва. Исполняла также ряд партий в Приморском театре оперы и балета как приглашённая актриса.
- Дочь Соня[5].

## Творчество

### Поставленные спектакли
- «Преступление и наказание» по роману Ф. Достоевского
- «Кот в сапогах» Г. Сапгира
- «Последняя жертва» А. Н. Островского
- «Иванов» А. Чехова
- «Месяц в деревне» И. Тургенева
- «Борис Годунов» А. Пушкина
- «Биндюжник и король» А. Журбина, мюзикл по мотивам произведений И. Бабеля
- «Риголетто» Дж. Верди
- «Травиата» Дж. Верди
- «Мастер и Маргарита» по роману М. Булгакова
- 2000 — «Поминальная молитва» Г. Горина, по мотивам произведений Шолом-Алейхема[3]
- 2002 — «Шут Балакирев» Г. Горина
- 2004 — «№ 13, или Безумная ночь» Рея Куни[6]
- 2006 — «Пять вечеров» А. Володина[7]
- 2007 — «Мою жену зовут Морис» Раффи Шарта[8]
- 2008 — «Эшелон» М. Рощина
- «Рядовые» А. Дударева
- 2009 — «Инкогнито из Петербурга», по мотивам «Ревизора» Н. Гоголя
- 2014 — «Крейсера», по одноимённому роману В. Пикуля

В роли камео — худрука приморского театра — снялся в эпизоде фильма 2017 года «Каренина и я».

## Признание и награды
- Лауреат премии имени А. Присяжнюка
- 1994 — Заслуженный деятель искусств Российской Федерации
- 2000 — Почётный гражданин Владивостока[9]
- 2003 — Народный артист Российской Федерации
- 2012 — Знак отличия «За заслуги перед Владивостоком» 1-й степени[10]
- 2017 — лауреат премии Правительства РФ в области культуры[11]
- 2018 — Медаль ордена «За заслуги перед Отечеством» II степени[12]
- 2021 — Специальная премия «Золотая маска» «За выдающийся вклад в развитие театрального искусства»[13].